# パット・ドッドソン
パトリック・ニール・ドッドソン（Patrick Neal Dodson、1959年10月11日 - ）は、アメリカ合衆国・カリフォルニア州出身の元プロ野球選手（内野手）。1989年に近鉄バファローズに所属した。

## 来歴・人物
1980年のMLBドラフト6巡目でボストン・レッドソックスに入団。1986年、メジャー初昇格。かつてカールトン・フィスクが付けていた背番号27を与えられ期待されていたが、メジャーでは3年で52試合の出場にとどまった。
1989年、近鉄バファローズに入団。前年に退団したベン・オグリビーの後釜として期待されたが、いざ来日すると192cm・100kgの巨体に似合わず左右に打ち分ける柔らかいバッティングで、大砲を欲しがっていた球団の思惑とは違う形となり、また金村義明の怪我の回復が思わしくなく、代わりとなる三塁手を求めていた球団は、シーズン開幕前に新外国人の獲得に動き出した。
開幕後、6～7番を打っていたドッドソンの成績は決して悪くなかったが、4月12日にハーマン・リベラが来日すると即二軍落ち。それでも退団せず、一軍からお呼びがかかるのを待ち続けていたが、チームが三つ巴の優勝争いを展開する中、ラルフ・ブライアントが本塁打を量産し、リベラも4番打者として勝負強さを発揮し続け、ドッドソンも二軍で48試合で打率.276、7本塁打と目立った成績を残せず、一軍登録が再度来ることのないままシーズンは終了し、同年限りで退団、帰国した。
引退後は教育者に転身し、オクラホマ州デラウェア郡グローブ市の中学校の校長を経て現在は同校の教育長を務めている。

## 詳細情報

### 年度別打撃成績
| 年 度    | 球 団    | 試 合 | 打 席 | 打 数 | 得 点 | 安 打 | 二 塁 打 | 三 塁 打 | 本 塁 打 | 塁 打 | 打 点 | 盗 塁 | 盗 塁 死 | 犠 打 | 犠 飛 | 四 球 | 敬 遠 | 死 球 | 三 振 | 併 殺 打 | 打 率 | 出 塁 率 | 長 打 率 | O P S |
| -------- | -------- | ----- | ----- | ----- | ----- | ----- | -------- | -------- | -------- | ----- | ----- | ----- | -------- | ----- | ----- | ----- | ----- | ----- | ----- | -------- | ----- | -------- | -------- | ----- |
| 1986     | BOS      | 9     | 15    | 12    | 3     | 5     | 2        | 0        | 1        | 10    | 3     | 0     | 0        | 0     | 0     | 3     | 0     | 0     | 3     | 0        | .417  | .533     | .833     | 1.367 |
| 1987     | BOS      | 26    | 52    | 42    | 4     | 7     | 3        | 0        | 2        | 16    | 6     | 0     | 0        | 0     | 2     | 8     | 1     | 0     | 13    | 0        | .167  | .288     | .381     | .669  |
| 1988     | BOS      | 17    | 51    | 45    | 5     | 8     | 3        | 1        | 1        | 16    | 1     | 0     | 0        | 0     | 0     | 6     | 0     | 0     | 17    | 0        | .178  | .275     | .356     | .630  |
| 1989     | 近鉄     | 6     | 21    | 16    | 1     | 5     | 1        | 0        | 0        | 6     | 1     | 0     | 0        | 0     | 0     | 4     | 0     | 1     | 4     | 0        | .313  | .476     | .375     | .851  |
| MLB：3年 | MLB：3年 | 52    | 118   | 99    | 12    | 20    | 8        | 1        | 4        | 42    | 10    | 0     | 0        | 0     | 2     | 17    | 1     | 0     | 33    | 0        | .202  | .314     | .424     | .738  |
| NPB：1年 | NPB：1年 | 6     | 21    | 16    | 1     | 5     | 1        | 0        | 0        | 6     | 1     | 0     | 0        | 0     | 0     | 4     | 0     | 1     | 4     | 0        | .313  | .476     | .375     | .851  |

### 記録
NPB
- 初出場・初先発出場：1989年4月9日、対オリックス・ブレーブス1回戦（藤井寺球場）、6番・一塁手として先発出場、4打数2安打
- 初打席・初安打：同上、2回裏に佐藤義則から単打
- 初打点：1989年4月13日、対福岡ダイエーホークス3回戦（大阪スタヂアム）、4回裏に村田勝喜から右前適時打

### 背番号
- 27 （1986年 - 1988年）
- 25 （1989年）